# قاشقی ابلق
پپرومیا ابلق (نام علمی: Peperomia obtusifolia) نام یک گونه از سرده قاشقی است.